# 高畑俊一
高畑 俊一（たかはた しゅんいち、1956年1月1日 - ）は、兵庫県の実業家及び兵庫県電機商業組元元理事長。大阪府出身。びーんず株式会社・高畑電機産業株式会社社長。

## 来歴・人物
豊中第二中学、追手門学院高校、甲南大学経営学部卒。松下電器産業株式会社ステレオ事業部営業部を経て、高畑電機産業株式会社専務。その後びーんず株式会社を興し代表取締役社長、2011年より高畑電機産業株式会社社長を兼務する。
追手門学院高校時代は吹奏楽部部長、甲南大学時代は交響楽団部長を各々トランペット奏者として務めた。大学卒業後は2度に渡り甲響会（同交響楽団OB会）会長を務ている。
社業の傍ら、西宮北六甲台自治会長・西宮市立北六甲台小学校PTA・西宮市立山口中学校PTA・兵庫県立西宮高等学校PTAの会長を歴任した。
趣味では三田市民オーケストラの創設メンバーとなり、副団長を歴任した。その他ビッグバンドや阪神タイガース応援団のトランペット奏者も務めた。
兵庫県電機商業組合では、昭和62年より三田支部長、平成5年より専務理事、平成19年より副理事長、平成23年より理事長を務め、平成32年退任。

## 表彰等
- 2012年（平成24年） - 兵庫県功労者（産業振興部門）受賞
- 2014年（平成26年） - 全国中小企業団体中央会の「組合法制定60周年式典」において、商工組合功労で中小企業庁長官賞受賞[1]
- 2015年（平成27年） - 秋の褒章において、中小企業振興公益で藍綬褒章受章[2][3]